# ゴールデンボウル
『ゴールデンボウル』は、2002年4月20日から7月6日まで日本テレビ系「Surprise Saturday」枠で、毎週土曜日21:00 - 22:00に放送されていたテレビドラマ。主演は金城武。
ボウリングをテーマにしたドラマ。経営難に陥った老舗ボウリング場「ゴールデンボウル」を舞台に、ボウリング好きの証券マンの恋愛、活躍を描く。キャッチコピーは「恋は、10フレまでわからない」。
2002年9月12日にDVD・VHS化されている。

## キャスト
芥川 周 （あくたがわ しゅう）〈28〉
演 - 金城武
証券会社に勤める独身サラリーマン。ゴールデンボウルのメンバー会員で、プロ並みの腕前。マイボールはブルー。三年前に事故死した恋人を今でも忘れずに想っているというナイーブな一面を持つが、基本的に飄々として明るい性格でみんなに慕われている。優しくて、時にへなちょこで頼りない、愛すべき“弱りキャラ”。
佐倉 瞳（さくら ひとみ）〈41〉
演 - 黒木瞳
外務省官僚を夫に持つ専業主婦。子供はなく夫も仕事で帰宅が遅いため、淋しさを紛らわすためゴールデンボウルに通う。ボウリングのキャリアは長く、ピンクのマイボールを持っている。美人だが気が強く意地っ張りでプライドが高く、少女のように潔癖症。夫の愛人を名乗る女性からの電話に悩まされ、夫への不信感を募らせていく。
田之上 道雄（たのうえ みちお）〈76 - 77〉
演 - 大滝秀治
ゴールデンボウルのオーナー(社長)。ちょっとエッチで憎めないじいちゃん。生涯ボウリングを心から愛し人気の復活を願っているが、何しろ楽観的な性格で、地上げ屋に乗せられて毎回ボウリング対決を引き受けてしまう。芥川からは親しみをこめて「おやじさん」と呼ばれ、本人も彼を息子のように思っている。
黒田 政伸（くろだ まさのぶ）〈58〉
演 - 竹脇無我
ゴールデンボウルのマネージャー（支配人）で、バーカウンターのバーテン。ダンディでストイック、常に冷静。社長の右腕で芥川のよき理解者でもあるが、離婚歴があるらしいこと以外、その過去は謎に包まれている。モテるようだが誰にもなびかないことからゲイ疑惑まで持ち上がる。
辺見 勉（へんみ つとむ）〈40〉
演 - 小木茂光
地上げ屋（=ヤクザ）。ゴールデンボウル売却を狙う。田之上が売却契約を断ると、なぜかボウリング対決で決着をつけようと言い出す。真面目な顔でギャグを繰り出し、歌うのが好き。試合のときは田之上と共に社長室でモニター観戦するが、回を追うごとになぜか2人は仲良くなっていく。
熊沢 & 鮫島（くまざわ & さめじま）
演 - 三波伸一・西川義郎
大社組のヤクザで辺見の子分。辺見がゴールデンボウルを訪れるときは必ず同行し、彼の口ずさむ歌に輪唱したり合いの手を入れたりの演出部門を担当。社長室に通すまいと抵抗するスタッフを脅して蹴散らすのも二人の役目。
久保晶（くぼ あきら）〈19〉
演 - 松本莉緒
ゴールデンボウルのメカニックスタッフ。男の子のような外見としゃべり方だが純粋で、芥川を一途に想っている。あの手この手で果敢にアタックするが、芥川にとっては可愛い妹分どまり。実はいい足しており、芥川いわく胸もDカップはあるらしい。
館野五郎（ゴリ）（たての ごろう）〈34〉
演 - 小川直也
メカニックスタッフ。大きな体と強面の顔で、異様に無口。密かに晶を想っているのだが、晶いわく「ゴリとあたしは一心同体」。ゴールデンボウルで晶と寝起きを共にしている同僚。
屋代みどり（やしろ みどり）〈21〉
演 - 榎本加奈子
15歳で子供を産み、1人で育てている常連客のホステス。と言ってもボウリングをするのではなく、仕事の時に子供をゴールデンボウルに預けて行く。若くて美人。バーテンの黒田のことが好きでモーションをかけまくるが、いつもかわされてしまう。
屋代太一（やしろ たいち）〈5〉
演 - 関口翔太
みどりの一人息子。黒田になついていて、みどりが夜の仕事に行っている間はゴールデンボウルのバーカウンターでおとなしく帰りを待っている。
加藤 千秋（かとう ちあき）〈54 - 55〉
演 - 瀬川瑛子
ゴールデンボウルの専属プロボウラーで、ボウリング教室のレッスンプロをしている女性。本番に弱い。試合では二人のプレーを見守りつつ、解説者のような役割を果たしている。面食い。黒田にほのかな恋心を抱いている。
加藤夕梨（かとう ゆり）〈16〉
演 - 岩崎杏里
千秋の娘で、しっかり者の現役女子高生。ボウリングの試合では、芥川たちを応援するチアリーダー。少しおトボケな母親・千秋のツッコミ担当でもあるが、母同様面食い。
竹上裕次（たけがみ ゆうじ）〈38〉
演 - 出川哲朗
フロントスタッフ。おっちょこちょいだがゴールデンボウルへの愛情は人一倍。地上げ屋トリオを通すまいと必死に抵抗するが、毎回ていよくあしらわれてしまう。
柴原 弘美（しばはら ひろみ）〈21 - 22〉
演 - 藤沢大悟
フロントスタッフ。冷静でおとなしい性格。大卒のエリートで実家は裕福なのになぜか場末のボウリング場で働いている。晶が好きで、後に芥川に対抗意識を燃やすようになる。
星野 洋一（ほしの よういち）〈54〉
演 - 笑福亭鶴光
同じビルにあるプラネタリウムの館主。客が入らずヒマなのでゴールデンボウルに入り浸ってはバーカウンターで酒を飲んでおり、世間話をし油を売っている。
佐倉 洋次（さくら ようじ）〈53〉
演 - 篠田三郎
瞳の夫。外務省のエリート官僚。通勤電車で芥川と知り合いになる。憎めない性格だが愛人と浮気しており、その清算に芥川も巻き込んで修羅場を演じた後は一転して妻の瞳への執着心を燃やすようになる。
大橋 泉（おおはし いずみ）〈24 - 25〉
演 - 梅宮万紗子
佐倉の愛人。外務省人事に勤務。美人でナイスバディで一見清楚なお嬢様タイプ。大学時代に心理学を専攻していたため、佐倉や瞳の性格を分析してうまくあやつり、二人を離婚させようとたくらむ。
風吹 一美（ふぶき ひとみ）〈22〉
演 - 吉川ひなの
三年前に事故で死んだと思われている芥川の恋人。芥川は今も部屋に写真を飾り「13億光年離れたところで生きている」などと言って想い続けている。

### 各回の対戦相手
- 1話 西日本大会準優勝 女子ボウラー：田中美奈子、パワーボウラー：うな加藤
- 2話 東北大会ペア優勝 斉藤輝夫：宮坂ひろし、真知子：LILICO
- 3話 若手プロ 倉木真美：浮田佳奈、羽田有紀：汐月佐知子
- 4話 ジュニア日本チャンピオン 沼田一郎：小笠原翼、次朗：小笠原隼
- 5話 関西のプロボウラー 玉奴：木村多江、姫奴：河野麻子
- 6話 元シニアチャンピオン夫婦 風間茂：長門裕之、順子：南田洋子
- 7話 芥川の中学時代の友人と大学選手権優勝者 太宰衛：堺雅人、夏目：岡本光太郎
- 8話 東北大会ペア連続優勝 青山太郎：三瓶、大塚花子：山田花子
- 9話 若手人気アイドル 吉沢都：松浦亜弥
- 10話 世界チャンプ フランク・キャッシュ：パーカー・ボーン三世
- 11話 謎の日本チャンピオン 黒猫 うさぎ

### ゲスト
- 緒沢凛 （女子プロボウラー）
- 吉幾三（番組プロデューサー）

など

## 補足
- ゴールデンボウル内のシーンの収録は東京タワーボウリングセンター（放送前年に廃業）で行われた[1]。
- ゴールデンボウルの外観は柿の木坂トーヨーボウル（2005年廃業）で撮影された。
- 第10話で、アメリカのプロボウラー、パーカー・ボーン三世が対戦相手としてゲスト出演した。
- 田町ハイレーンビル内にある「日本ボウリング史料館」に、主演の金城武が使用したボールが展示されている[2]。

## スタッフ
- 脚本：野島伸司
- 演出：猪股隆一（日本テレビ）
- チーフプロデューサー：増田一穂（日本テレビ）
- 統括：井上健（日本テレビ）
- プロデューサー：伊藤響（日本テレビ）、北島和久
- 音楽：大坪直樹
- 製作・著作：日本テレビ放送網

## テーマソング
- ポール・アンカ『You Are My Destiny』（ソニー・ミュージック）

劇中では「Diana」をはじめ「Lonely Boy」「Put Your Head On My Shoulder」「Kissin' On The Phone」など、ポール・アンカの楽曲が多数使用されている。

## サブタイトル
| 1frame                                                   | 2002年 4月20日 | あなたは僕の運命                                                | 14.3% |
| 2frame                                                   | 4月27日        | バイバイスプリットの秘密…それを取ると恋人は別れる               | 11.5% |
| 3frame                                                   | 5月4日         | ひとりぼっちの5番ピン…女はいつまで我慢するの?                   | 13.8% |
| 4frame                                                   | 5月11日        | 2人の恋が急展開!ついに甘いキス…双子少年の涙                     | 12.9% |
| 5frame                                                   | 5月18日        | 混浴温泉ボウリング!!負けたら、全裸!?僕パンダ                    | 13.5% |
| 6frame                                                   | 5月25日        | 炎のサウスポー!僕、愛人に切られちゃった!!                       | 13.9% |
| 7frame                                                   | 6月1日         | 芥川VS太宰!恋の勝者はゴキブリだけが知っている!!                 | 9.8%  |
| 8frame                                                   | 6月8日         | 幽霊の恋人に金縛り!魔法のキスの罠!!                             | 10.8% |
| 9frame                                                   | 6月22日        | 超アイドルと対決!生放送中に大記録達成!!                         | 11.8% |
| 10frame                                                  | 6月29日        | 本物世界チャンプ登場!技と技、愛と愛、涙と涙!!                   | 9.6%  |
| 11frame                                                  | 7月6日         | 愛と運命の最終回スペシャル!奇跡のスプリット〝へびの瞳〟を取れ!! | 15.5% |
| 平均視聴率 12.5%（視聴率は関東地区、ビデオリサーチ調べ） |                |                                                                 |       |

## 音楽CD
- 2002年5月22日 『ゴールデンボウル〜ポール・アンカ・オリジナル・グレイテスト・ヒッツ』《ソニー・ミュージックジャパンインターナショナル》
- 2002年6月5日『ゴールデンボウル オリジナル・サウンドトラック』《ソニー・ミュージックジャパンインターナショナル》